# 120 KRH 92
120 KRH 92 (Finnisch: 120 mm kranaatinheitin, malli 1992) ist ein finnischer 120-mm-Mörser. Er wird seit 1992 von Patria, dem größten Rüstungskonzern des Landes, hergestellt.

## Technische Daten
- Kaliber: 120 mm
- Gesamtgewicht: etwa 500 kg
- Feuerrate: 12 bis 15 Schüsse / Minute
- Reichweite: 7,3 km (maximale effektive Reichweite)
- Munitionstypen: Granaten, Rauchpatronen, Gefechtsfeldbeleuchtung und Übungsmunition
- Mündungsgeschwindigkeit des Mörsers, bis zu 362 m / s
- Hergestellt in Finnland[2]